# 散户
散户是指在股市中，那些投入股市资金量较小的投资者。通常众多散户的交易集中在一层的大厅中，称为“散户大厅”，配有若干自主委托系统进行自主交易。中国股市的散户大厅与泰国的基本类似。

## 散户目前主要状况
在股票市場中，散戶一般是大型金融機構收割的對象，華爾街精英稱呼散戶為「笨錢」（dumb money），中國的散戶也有「韭菜」的別名。散戶在韓國被稱為「螞蟻」，2019冠状病毒病疫情之後，大量韓國散戶開設股票賬戶，在疫情初期韓國股票暴跌，大量韓國散戶購入韓國股票，讓股市穩定下來，事後散戶的行為被稱為「東學螞蟻運動」。

## 散户的主要构成
散户的主要构成为在读学生、工薪阶层、中小老闆、下岗工人、退休人士等投资金额比较少的投资者。

## 散户的主要特点
散户雖然投資水平不一，但并非如通常所设想的那样表现出低专业水准，在他们的理解范围内往往能对上至国家宏观经济政策、行业政策，下至上市公司财务状况、具体的高級管层讲话阐述翔实的个人观点，某些特别敬业的散户除时常切磋看盘技巧外，甚至会飞到上市公司做实地调研，作风特点颇类似于投资机构研究员，因此往往也會表現出不錯的收益率。

## 相关作品
散户常常成为证券类故事的主角从而进入相关文学作品，例如股市小说。
2022年韓國電視劇《螞蟻在燃燒》，講述韓國散戶的故事。